# Český tenisový svaz
Český tenisový svaz o.s., zkráceně ČTS, je dobrovolný samostatný spolek vzniklý 17. května 1990, ve kterém se organizují fyzické nebo také právnické osoby na území České republiky s cílem organizace tenisových aktivit. Mimo jiné spravuje národní reprezentační mužstva, zastupuje a jedná za český tenis v mezinárodních organizacích, propaguje a hájí jeho zájmy, organizuje jednotlivce v rámci tenisových klubů, pořádá soutěže, je řídícím orgánem ve věci výchovy a akreditace hráčů, trenérů, rozhodčích a dalších funkcionářů. Svaz je členem Mezinárodní tenisové federace (ITF). Od června 2024 je předsedou svazu Jakub Kotrba.
Od roku 1993 každoročně pořádá ve spolupráci se sportovním časopisem Tenis anketu Zlatý kanár, v níž jsou vyhlašováni ve dvanácti kategoriích nejlepší čeští tenisté uplynulé sezóny.

## Struktura

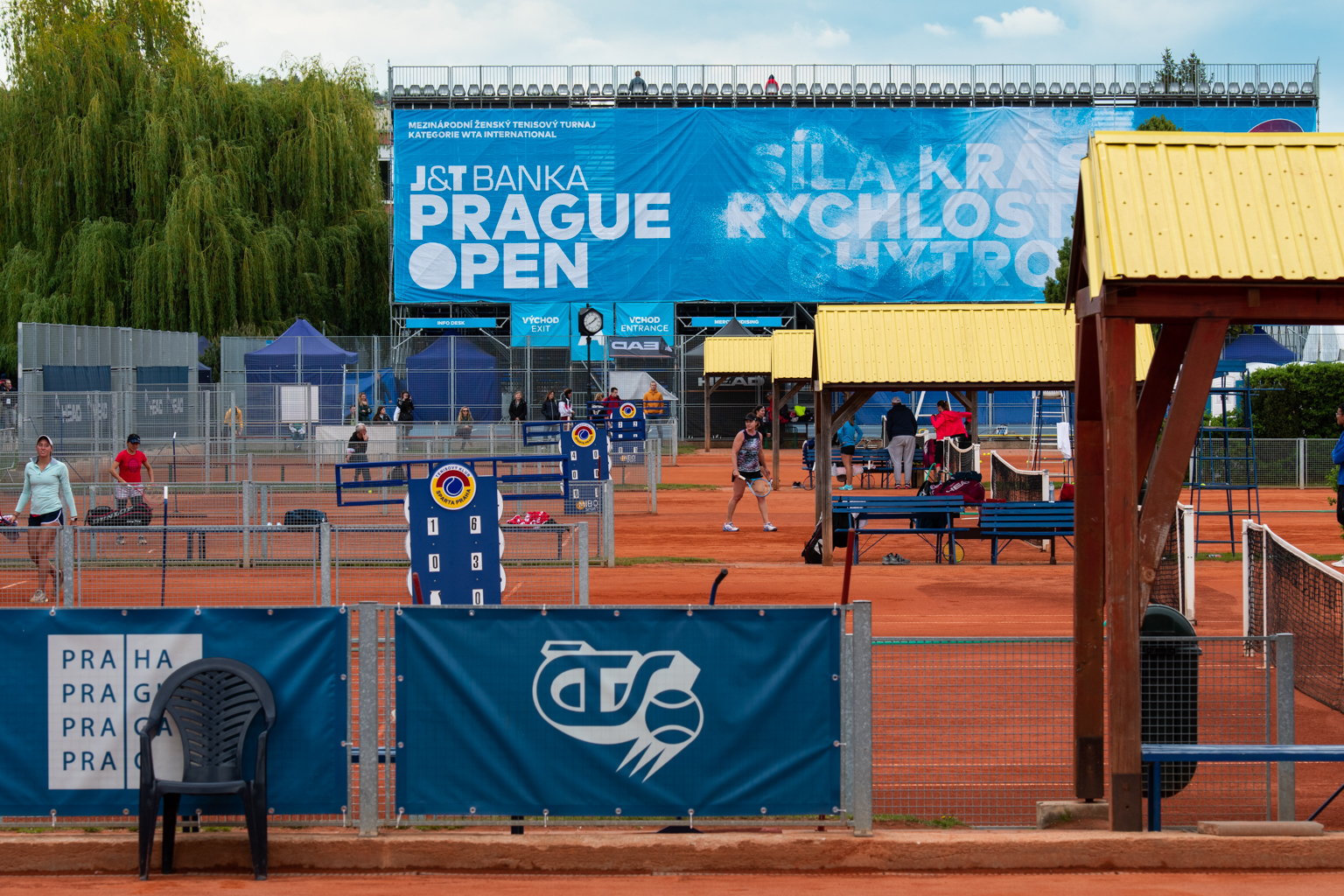
Areál Sparty Praha ve Stromovce s logem ČTS (Českého tenisového svazu) během Prague Open 2019

ČTS byl do roku 2016 rozdělen do nižších oblastních tenisových svazů, které nabyly platnost registrací u příslušného orgánu státní správy dle zákona č. 83/1990 Sb. Šlo o Pražský tenisový svaz, Středočeský tenisový svaz, Severočeský tenisový svaz, Západočeský tenisový svaz, Jihočeský tenisový svaz, Východočeský oblastní tenisový svaz, Severomoravský tenisový svaz a Jihomoravský tenisový svaz. Těmto podléhaly případné okresní či městské svazy. V roce 2016 svaz rozhodl o fúzi oblastních svazů s ČTS. Ve stejném roce byly oblastní svazy založeny znovu jako pobočné spolky. Jde o:
- Jihomoravský tenisový svaz, IČ: 052 49 562
- Východočeský oblastní tenisový svaz, IČ: 052 49 520
- Pražský tenisový svaz, IČ: 052 48 451
- Západočeský tenisový svaz, IČ: 052 48 647
- Severočeský tenisový svaz, IČ: 052 47 497
- Středočeský tenisový svaz, IČ: 052 64 286
- Severomoravský tenisový svaz, IČ: 052 49 163
- Jihočeský tenisový svaz, IČ: 053 14 259

## Orgány
ČTS má tyto orgány
- valná hromada – nejvyšší volební a schvalovací orgán svazu, řádně zasedá jednou za čtyři roky, je složena ze 120 delegátů
- prezident – statutární orgán svazu, volený valnou hromadou na čtyřleté období, navenek jedná a zastupuje svaz samostatně
- rada – legislativní zastupitelská složka svazu z 36 členů, přijímá návrhy stanov, pravidel aj.
- výkonný výbor – výkonná složka svazu, řídí jeho činnost po čtyřleté období, tvoří ji prezident, generální sekretář a minimálně dalších devět členů, kdy je nutné dodržet lichý počet

## Historie

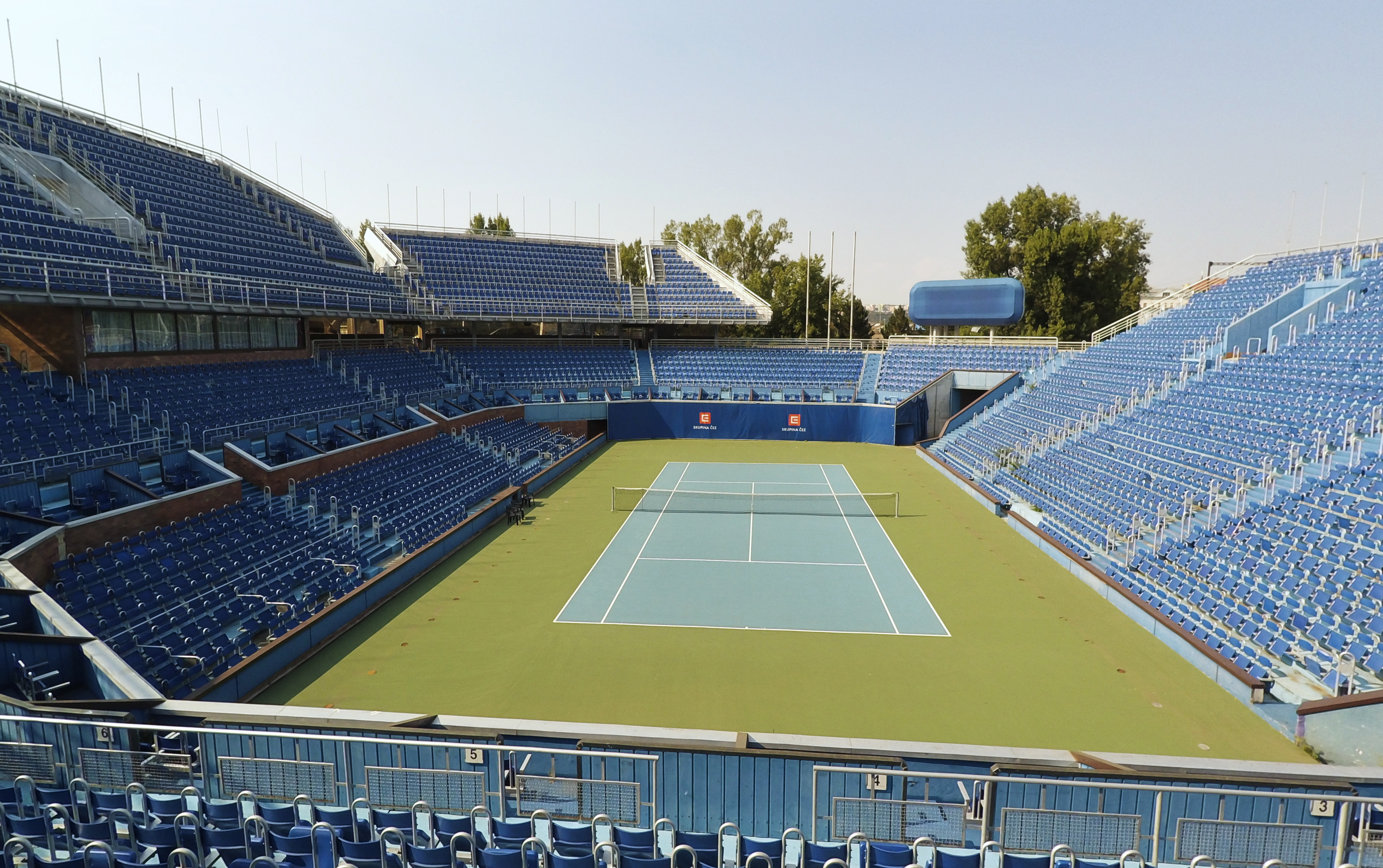
Centrální dvorec Štvanického areálu, kde sídlí ČTS, má od svazu v pronájmu I. ČLTK Praha

V roce 1879 se konal první turnaj na českém území, respektive v Rakousku-Uhersku. Dějištěm se stal zámecký park knížete Kinského v Chocni. Nejstarší tenisový klub vznikl z iniciativy nadporučíka Josefa Cífky. Během ledna 1893 v Plzni založil I. ČLTK tenisový odbor Českého klubu velocipedistů, který po šesti letech upravil název na I. ČLTK Plzeň. Po přeložení Cífky do Prahy se voják podílel s bratrem Karlem Cífkou a sportovním organizátorem Josefem Rösslerem-Ořovským na založení druhého nejstaršího oddílu I. Českého Lawn-Tennis klubu v Praze během léta 1893. V daném roce vznikl také olomoucký tenisový oddíl. Sedm klubů pak 15. května 1906 vytvořilo Českou lawn-tennisovou associaci (ČLTA), jež si kladla za cíl odpoutání se od Rakouské tenisové federace. Od roku 1913 organizovala tenisové střetnutí mezi Čechami a Moravou.
Po získání československé samostatnosti zasedlo mimořádné plénum ČLTA na shromáždění 13. prosince 1918 a o rok později vznikla Československá lawn-tennisová asociace. Pod jejím vedením vstoupil v roce 1921 mužský reprezentační tým do Davisova poháru. Roku 1929 byly zřízeny organizační tenisové jednotky, tzv. župy.
Po druhé světové válce se v roce 1949 kluby transformovaly do tenisových oddílů tělovýchovné jednoty (TJ), které působily pod vedením ústřední sekce tenisu ČOS (Sokol) a od roku 1952
ústřední sekce tenisu SVTVS. Roku 1951 došlo k navázání tradice na předválečný turnaj ve formě národního mistrovství Československa. V roce 1957 převzala organizaci tenisového sportu tenisová sekce ČSTV. V důsledku federalizace státu byly roku 1969 založeny Český tenisový svaz a Slovenský tenisový zväz. V témže roce pak vznikla i Československá tenisová asociace, která se roku 1970 přejmenovala na Československý tenisový svaz.
V roce 1980 existovalo v československém svazu 738 tenisových oddílů s 52 718 členy. V komunistickém režimu byly oddíly součástí tenisové hnutí v rámci tělovýchovné jednoty (TJ). Vedle organizace tenisového života byla jejich náplní politickovýchovná činnost.
V únoru 2024 poslal soud prezidenta svazu Iva Kaderku do vazby poté, co jej policie s jeho kolegou Vojtěchem Fléglem obvinila v kauze zneužívání státních dotací. V reakci na kauzu v březnu 2024 největší soukromý sponzor svazu, společnost Agel podnikatele Tomáše Chrenka, pozastavila své generální partnerství se svazem. Ivo Kaderka rezignoval na funkci prezidenta v červnu 2024. I přes rezignaci Kaderky ho valná hromada na své schůzi 7.6.2024 odvolala.

## Kauza zneužívání dotací od Národní sportovní agentury
V květnu 2023 server iROZHLAS zveřejnil článek mapující dotační toky a nakládání s nimi  vedením ČTS. Novináři rozklíčoval rok 2021, kdy svaz inkasoval téměř 142 milionů korun od Národní sportovní agentury, která daný rok distribuci dotací jednotlivým svazům převzala od ministerstva školství. Zhruba třetina této částky (42,7 mil. Kč) směřovala spolku Orel jednota Praha – Balkán na organizování turnajů. Starostou tohoto pobočného spolku Orla byl Vojtěch Flégl, člen dozorčí rady ČTS i Rady ČTS. Dotaci měl přitom využít k organizování akcí napříč tenisovými oddíly, jichž bylo více než 1,1 tisíce, k financování reprezentačních celků a na rozvoj mládeže. Minimálně od roku 2018 získával Fléglův Orel každoročně prostředky mezi 22 a 43 miliony korun. V roce 2022 se jednalo o 35,5 milionu. Rámová smlouva s Fléglovým spolkem byla uzavřena bez veřejné soutěže v roce 2014 na deset let, svaz však takové smlouvy mohl uzavírat pouze na čtyři roky.
V březnu 2024 Národní sportovní agentura na základě provedené kontroly odeslala tenisovému svazu výzvu k vrácení části dotace ve výši 29,7 milionů Kč. Kontroloři zjistili, že svaz např. dotace určené na reprezentaci použil na organizaci turnajů v rozporu s dotačními pravidly. Svaz potvrdil, že výzvu obdržel a akceptoval ji s tím, že situaci začali analyzovat právníci a auditoři. Svaz na vrácení dotace nemá peníze.